# Pangea
Pangea (del grec antic pan, tot i Gea, Terra) fou el supercontinent on es concentraren totes les masses continentals de la Terra fa entre 200 i 250 milions d'anys. L'any 1912, el meteoròleg alemany Alfred Wegener va exposar la primera teoria completa de la deriva dels continents. Aquesta teoria explica que el supercontinent original, Pangea, es va fragmentar i les diferents masses de terra es van anar desplaçant fins a la posició actual (i que, ara com ara, continuen desplaçant-se molt lentament).
Segons l'anomenada teoria de la deriva dels continents en l'era Mesozoica, s'haurien esdevingut els següents successos:
1. Durant el Triàsic tardà (fa aproximadament 208 milions d'anys) es comença a produir el desmembrament de Pangea en tres trossos, Euràsia-Amèrica del Nord, Àfrica-Amèrica del Sud i Antàrtida-Austràlia-Índia. El desenvolupament de l'oceà Pacífic i altres mars va permetre que corrents equatorials es desplacessin cap als pols, i produïssin un escalfament climàtic mundial, amb temperatures més càlides i humides, que van afavorir àmpliament l'emergència dels dinosaures.
2. A l'acabament del Juràssic[2] (ara fa al voltant de 144 milions d'anys) es va produir l'obertura de l'oceà Atlàntic, a causa del desenvolupament de la dorsal Atlàntica, mentre que l'oceà Pacífic apareix més definit. Alhora l'oceà de Tetis conforma un corrent marí de caràcter circumglobal. Com a resultat d'aquesta fragmentació, comencen a desenvolupar-se nínxols d'evolució aïllats que es desenvolupen en forma paral·lela en diversos continents.
3. A les acaballes del Cretaci (fa uns 65 milions d'anys), els continents ja estan aproximadament configurats com en l'actualitat. A l'Índia, es van produir extenses erupcions volcàniques que van enfosquir l'atmosfera amb cendres volcàniques. Alhora, a la península del Yucatán i al golf de Mèxic, hauria impactat un cometa o un enorme meteorit, amb conseqüències devastadores en tot el planeta. Es van produir tempestes, tsunamis i incendis globals de selves i boscos. La pols còsmica i volcànica, sumades al fum dels incendis, van deixar a la Terra en tenebres, la qual cosa hauria ocasionat l'extinció

## Origen del concepte

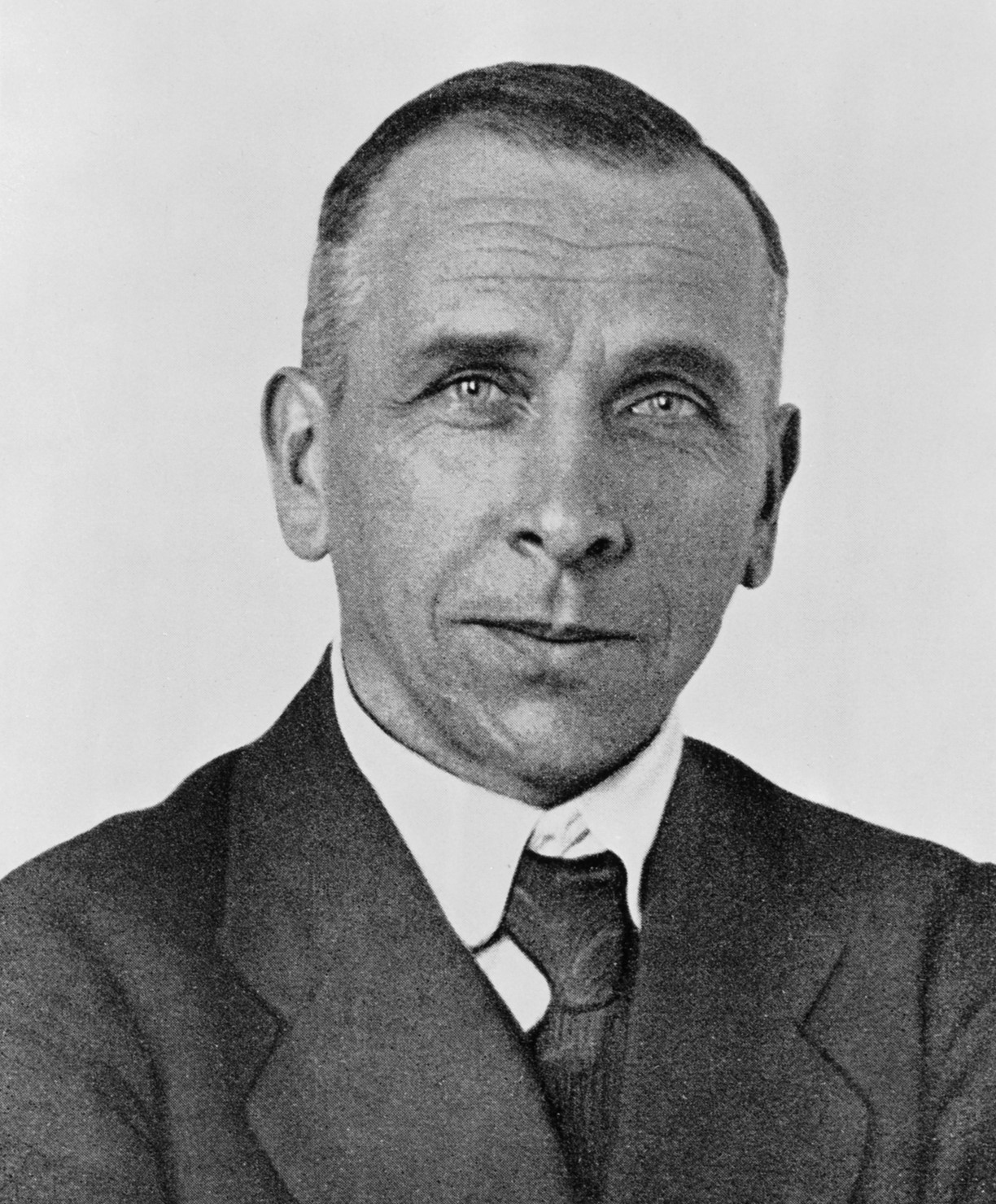
Alfred Wegener c. 1924–1930

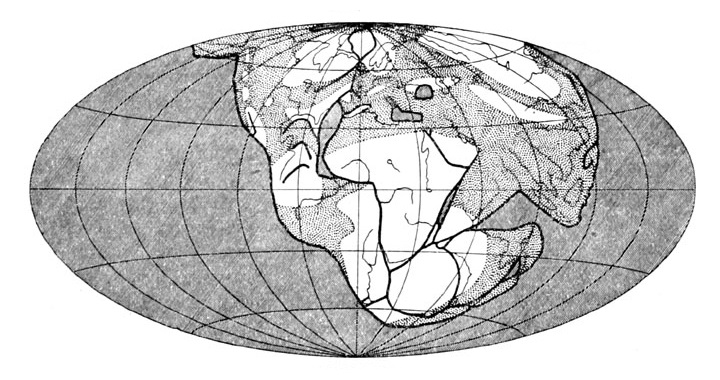
Mapa mundial de Pangea creat per Alfred Wegener per il·lustrar el seu concepte

El nom Pangea deriva del grec antic pan (πᾶν, 'tot sencer, sencer') i Gea (Γαῖα, Mare Terra, terra). Com a Pangea, apareix a la mitologia grega com un lloc de batalla durant la Titanomàquia. Pangaeus era el nom d'una serralada específica al sud de Tràcia. Pangea també apareix a Georgics de Virgili i a La Farsàlia de Lucà. L'escolàstic Lucà va glossar Pangea id est totum terra—Pangea: és a dir, tota la terra—com ha rebut el seu nom a causa del seu terreny suau i la seva fertilitat inesperada. Alfred Wegener, el creador de la teoria científica de la deriva continental, va plantejar la hipòtesi que els continents van formar una massa terrestre contigua, amb proves corroborants, en la seva publicació de 1912 L'origen dels continents (Die Entstehung der). Continent). Va ampliar la seva hipòtesi en el seu llibre de 1915 L'origen dels continents i els oceans (Die Entstehung der Kontinente und Ozeane), en el qual postulava que, abans de trencar-se i derivar cap a les seves ubicacions actuals, tots els continents havien format un únic supercontinent que ell anomenat Urkontinent.
El nom Pangea apareix a l'edició de 1920 de Die Entstehung der Kontinente und Ozeane, però només una vegada, quan Wegener es refereix a l'antic supercontinent com la Pangea del Carbonífer. Wegener va utilitzar la forma germanitzada Pangäa, però el nom va entrar a la literatura científica alemanya i anglesa (el 1922 i el 1926, respectivament) en la forma llatinitzada Pangaea (del grec Pangaia), especialment a causa d'un simposi. de l'Associació Americana de Geòlegs del Petroli el novembre de 1926.
Wegener va proposar originalment que la ruptura de Pangea es va deure a les forces centrípetes de la rotació de la Terra que actuaven als continents alts. Tanmateix, es va demostrar fàcilment que aquest mecanisme era físicament poc plausible, cosa que va retardar l'acceptació de la hipòtesi de Pangea. Arthur Holmes va proposar el mecanisme més plausible de la convecció del mantell, que, juntament amb l'evidència proporcionada per la cartografia del fons oceànic després de la Segona Guerra Mundial, va portar al desenvolupament i acceptació de la teoria de la tectònica de plaques. Aquesta teoria proporciona l'explicació ara àmpliament acceptada de l'existència i la ruptura de Pangea.

## Evidència de l'existència

La distribució dels fòssils als continents és una línia d'evidència que apunta a l'existència de Pangea.

La geografia dels continents que voregen l'oceà Atlàntic va ser la primera evidència que suggereix l'existència de Pangea. L'ajust aparentment estret de les costes d'Amèrica del Nord i del Sud amb Europa i Àfrica es va observar gairebé tan bon punt es van traçar aquestes costes. El primer a suggerir que aquests continents es van unir una vegada i després es van separar podria haver estat Abraham Ortelius el 1596. Reconstruccions acurades van mostrar que el desajust al contorn 500 era inferior a 130, i es va argumentar que això no podia ser atribuït a l'atzar.
Es troben proves addicionals de Pangea a la geologia dels continents adjacents, incloses les tendències geològiques coincidents entre la costa oriental de l'Amèrica del Sud i la costa occidental d'Àfrica. El Casquet polar del període Carbonífer cobria l'extrem sud de Pangea. Els dipòsits glacials, específicament til·lita, de la mateixa edat i estructura es troben en molts continents separats que haurien estat junts al continent de Pangea. La continuïtat de les cadenes muntanyoses proporciona més proves, com la cadena dels Apalatxes que s'estén des del sud-est dels Estats Units fins a les Caledònides d'Irlanda, Gran Bretanya, Groenlàndia i Escandinàvia.
L'evidència fòssil de Pangea inclou la presència d'espècies similars i idèntiques en continents que ara es troben a grans distàncies. Per exemple, s'han trobat fòssils del teràpsid Listrosaure a Sud-àfrica, l'Índia i l'Antàrtida, juntament amb membres de la flora glossopteris, la distribució de la qual hauria anat des del cercle polar fins a l'equador si els continents haguessin estat en la seva posició actual; de la mateixa manera, el rèptil d'aigua dolça mesosaure s'ha trobat només en regions localitzades de les costes del Brasil i l'Àfrica Occidental.
Els geòlegs també poden determinar el moviment de les plaques continentals examinant l'orientació dels minerals magnètics a les roques. Quan es formen les roques, adquireixen l'orientació magnètica de la Terra, mostrant en quina direcció es troben els pols respecte a la roca; això determina les latituds i les orientacions (encara que no les longituds). Les diferències magnètiques entre mostres de roca ígnia sedimentària i intrusiva l'edat de les quals varia en milions d'anys es deuen a una combinació de la errada polar magnètica (amb un cicle d'uns quants milers d'anys) i la deriva dels continents al llarg de milions d'anys. Es pot restar el component de vagabundeig polar, que és idèntic per a totes les mostres contemporànies, deixant la part que mostra la deriva continental i es pot utilitzar per ajudar a reconstruir latituds i orientacions continentals anteriors.

## Formació
Rodínia es formà fa 1.100 milions d'anys durant el Proterozoic, fou el supercontinent del qual derivaren tots els continents subseqüents. No es descarta la possibilitat de l'existència de supercontinents anteriors a Rodínia, formats i desintegrats cíclicament durant els 4.600 milions d'anys d'existència de la Terra. Rodínia es fragmentà fa uns 750 milions d'anys i després els fragments tornaren a reunir-se al supercontinent Pannòcia fa 600 milions d'anys. Un cop més, però, el supercontinent únic es torna a fragmentar. Fa 540 milions d'anys, només després de 60 milions d'anys de la seva formació, Pannòcia es divideix en dos fragments: Gondwana al sud i Proto-Lauràsia, més petit, al nord.
El supercontinent menor, Proto-Lauràsia, es desplaçà lluny de Gondwana a través de l'oceà Pantalàssic. Un oceà nou es formà entre els dos continents, l'oceà Proto-Tetis. Immediatament, Proto-Lauràsia es partí en diversos fragments per crear Laurència, Sibèria i Bàltica. Aquesta separació també propicià la generació de dos oceans nous, el Iapetus i el oceà Khanti. Bàltica romangué a l'est de Laurència i Sibèria s'assentà al nord-est de Laurència.
Durant el Cambrià, el continent independent de Laurència (que posteriorment es convertiria en Nord-amèrica) estigué fixat a l'Equador, envoltat per tres oceans, l'oceà Pantalàssic al nord i a l'oest, l'oceà Iapetus al sud i l'oceà Khanti a l'est. A l'inici de l'Ordovicià, el microcontinent d'Avalònia (una massa de terra que es convertí després en els Estats Units, Nova Escòcia i Anglaterra) se separà de Gondwana i començà el seu viatge cap a Laurència.
Cap a l'acabament de l'Ordovicià, Bàltica topà amb Laurència, i el nord d'Avalònia topà amb Bàltica i Laurència. Llavors, Laurència, Bàltica i Avalònia s'uniren per conformar el supercontinent menor d'Euramèrica o Laurússia, tancant l'oceà Iapetus, mentre que l'oceà Rheico s'estengué cap a la costa meridional d'Avalònia. La col·lisió també donà lloc a la formació dels Apalatxes del nord. Sibèria s'assentà prop d'Euramèrica amb l'oceà Khanti entre els dos continents. Mentre tot això succeïa, Gondwana es desplaçà lentament cap al pol sud. Aquest fou el primer pas de la formació de Pangea.
El segon pas en la formació de Pangea fou la col·lisió de Gondwana amb Euramèrica i llur unió. Durant el Silurià, Bàltica ja havia topat amb Laurència per formar Euramèrica. Avalònia no havia topat encara amb Laurència, i una via marítima entre ells (que era un remanent de l'oceà Iapetus) encara es contreia al mateix temps que Avalònia avançava lentament cap a Laurència. Mentrestant, Europa meridional se separà de Gondwana i començà a dirigir-se cap a Euramèrica a través de l'acabat de formar oceà Rheico i col·lidí amb Bàltica meridional durant el Devonià. Tanmateix, aquest microcontinent només era una placa oceànica. L'oceà Khanty (l'oceà germà de Iapetus) també es contragué al mateix temps que un arc insular separat de Sibèria topava amb Bàltica de l'est (ara part d'Euramèrica). Rere aquest arc insular s'estava formant un oceà nou, l'Ural.
Al final del Silurià, els microcontinents de la Xina del nord i la Xina del sud se separaren de Gondwana i començaren a dirigir-se cap al nord a través de l'oceà Proto-Tetis, obrint des del sud l'oceà Paleo-Tetis. Al període Devonià, Gondwana es desplaçà cap a Euramèrica, la qual cosa causà que l'oceà Rheico es contragués.
A l'inici del Carbonífer, el nord-oest d'Àfrica havia tocat la costa sud-est d'Euramèrica, creant la porció meridional de les muntanyes Apalatxes i la Serralada de l'Atles. Amèrica del Sud es mogué cap al nord direcció Euramèrica meridional, mentre que la porció de l'est de Gondwana (Índia, Antàrtida i Austràlia) es dirigí cap al pol sud des de l'Equador.
Mentrestant, Amèrica del Sud havia topat amb el sud de Laurència, tot tancant l'oceà Rheico i formant la part sud dels Apalatxes i les muntanyes d'Ouachita. Durant aquest temps, Gondwana es posicionà prop del pol sud, i es formaren glaceres a l'Antàrtida, a l'Índia, a Austràlia, a l'Àfrica meridional i a Amèrica del Sud. El bloc del nord de la Xina topà amb Sibèria a l'acabament del Carbonífer, tancant per complet l'oceà Proto-Tetis.
A l'inici del Permià primerenc, la placa Cimmeriana se separà de Gondwana i es dirigí cap a Lauràsia, formant un oceà nou al seu extrem meridional, l'oceà Tetis, i tancant l'oceà Paleo-Tetis. La majoria de les masses de terra estaven reunides en una sola entitat. Per al període Triàsic, Pangea rotà lleugerament en direcció sud-oest. La placa Cimmeriana encara viatjava a través del cada cop més petit oceà Paleo-Tetis, fins a la meitat del Juràssic. Paleo-Tetis es tancà d'oest a est, creant l'orogènia Cimmeriana. Pangea semblava una C, amb un oceà dins la C: el nou oceà Tetis. No obstant això, Pangea es desuní durant el Juràssic Mitjà.

## Fragmentació
Hi hagué tres fases importants en la desintegració de Pangea. La primera fase començà al principis-meitat del Juràssic, quan a Pangea es creà una esquerda que anava des de l'oceà Tetits a l'est fins al Pacífic a l'oest. Aquesta esquerda separà Nord-amèrica d'Àfrica i produí tot de falles, essent el riu Mississipi la més gran d'elles. L'esquerda produí un oceà nou, l'oceà Atlàntic. Aquest oceà no s'obrí pas uniformement, sinó que el desplaçament començà a l'Atlàntic Nord-Central; l'Atlàntic sud no s'obriria fins al Cretaci. Lauràsia començà a rotar cap a la dreta i es mogué cap al nord amb Nord-amèrica i Euràsia al sud. El moviment Lauràsia seguint les agulles del rellotge també conduí al tancament de l'oceà Tetis. Mentrestant, a l'altra banda, a Àfrica es formaren noves esquerdes al llarg dels marges adjacents d'Àfrica, d'Antàrtida i de l'est de Madagascar, la qual cosa conduiria a la formació de l'oceà Índic, que també s'obriria durant el Cretaci.
La segona fase important de la desintegració de Pangea començà a l'inici del Cretaci (fa 150-140 milions d'anys), quan el supercontinent Gondwana es dividí en quatre continents més petits (Àfrica, Sud-amèrica, Índia i Antàrtida/Austràlia). Fa prop de 200 milions d'anys, el continent de Cimmèria topà amb Euràsia. Tanmateix, a la mateixa vegada que es produïa aquesta col·lisió, es formà la nova zona de subducció que es denomina fossa de Tetis. Aquesta fossa produí la subducció de la dorsal oceànica de Tetis, responsable de l'expansió de l'oceà Tetis. Aquesta subducció probablement causà que Àfrica, l'Índia i Austràlia es moguessin cap al nord. A l'inici del Cretaci, Atlàntica, la Sud-amèrica actual, i Àfrica finalment se separaren de Gondwana (és a dir, se separaren de l'Antàrtida, l'Índia i Austràlia), causant l'obertura d'un oceà Índic del sud. Al Cretaci mitjà, Gondwana es fragmentà per obrir l'oceà Atlàntic del sud mentre Sud-amèrica començà a moure's cap a l'oest, allunyant-se d'Àfrica. L'Atlàntic del sud no es desenvolupà uniformement, se separà del sud al nord com una cremallera. També al mateix temps, Madagascar i l'Índia començaren a separar-se de l'Antàrtida i es mogueren cap al nord, obrint l'oceà Índic. Madagascar i l'Índia varen separar-se fa aproximadament 100-90 milions d'anys durant el Cretaci tardà. L'Índia continuà movent-se cap al nord direcció Euràsia a una velocitat de 15 centímetres per any (un rècord de moviment tectònic), tancant l'oceà Tetis, mentre que Madagascar s'aturà i es quedà a la placa africana. Nova Zelanda i Nova Caledònia començaren a moure's des d'Austràlia fins a l'est direcció Pacífic, obrint el Mar del Corall i el Mar de Tasmània. Des d'aleshores, han estat illes independents.
La tercera fase principal (i final) de la desintegració de Pangea va tenir lloc a l'inici del Cenozoic (Paleocè-Oligocè). Nord-amèrica i Groenlàndia finalment se separaren d'Euràsia, obrint el mar de Noruega fa prop de 60-55 milions d'anys. Els oceans Índic i Atlàntic continuaren estenent-se, tancant l'oceà Tetis. Mentrestant, Austràlia se separà de l'Antàrtida i es mogué ràpidament cap al nord, així com ho havia fet l'Índia fa més de 40 milions d'anys abans; actualment està en curs de col·lisió amb l'est d'Àsia. Austràlia i l'Índia s'estan movent actualment direcció nord-est a una velocitat de 5-6 centímetres per any. L'Antàrtida ha estat al pol sud des de la formació de Pangea (des de fa 280 milions d'anys). L'Índia començà a topar amb Àsia fa prop de 35 milions d'anys, formant l'orogènia Himàlaia i tancant finalment la via marítima de Tetis; aquesta col·lisió encara continua avui. La placa africana començà a canviar la seva direcció, de l'oest al nord-oest cap a Europa, mentre que Sud-amèrica començà a moure's direcció nord, se separà de l'Antàrtida i permeté per primera vegada la completa circulació oceànica al voltant de l'Antàrtida, causant un ràpid refredament del continent i la formació de les glaceres. D'altres esdeveniments importants van tenir lloc durant el Cenozoic, com ara l'obertura del golf de Califòrnia, l'aixecament dels Alps i l'obertura del mar del Japó. La desintegració de Pangea continua avui dia a l'esquerda a l'est d'Àfrica; a més a més, les col·lisions en curs poden indicar la creació incipient d'un nou supercontinent.